# André Tournois
Jean Emile Albert Tournois aussi connu sous le nom de André Tournois (né le 26 octobre 1868 dans le 1er arrondissement de Paris et décédé le 23 décembre 1918 à Neuilly-sur-Seine) est un athlète français, spécialiste du 100 mètres. 

## Biographie

### Enfance et origines
André Tournois est le fils de Jean Tournois, officier de la Légion d'honneur et chef de la division des Beaux-Arts au ministère de la Maison de l'Empereur Napoléon III, et de Thérèse Amélie Tournois, née Bouffard. Il naît au n°1 de la Rue du Louvre, en plein cœur de Paris, à proximité immédiate du Palais du même nom. Son père décède durant son enfance. Apte au service militaire dès 1888, il en est finalement dispensé en 1891, étant fils unique de veuve. Sa fiche militaire indique qu'il est alors étudiant et réside dans le 16ème arrondissement de Paris, au Boulevard Flandrin.

### Carrière sportive
Pratiquant l'athlétisme et spécialiste du 100 mètres, il s'engage plusieurs fois sur les championnats de France de la discipline. Après avoir atteint la finale en 1891, il devient en 1892 champion de France en coupant, à la Croix-Catelan, la ligne d'arrivée en 11 s 0 (temps par la suite corrigé en 10 s 9). Il s'empare ainsi du record de France de la discipline détenu jusqu'alors par René Cavally et devient également le premier français à courir sous la barrière des 11 s. L'année suivante, en 1893, il est de nouveau finaliste de la compétition. En 1896, il est sélectionné pour représenter la France sur 100 mètres aux Jeux olympiques à Athènes mais, bien qu'inscrit sur les listes, il ne prend pas le départ de la compétition. 

### Fin de vie
Il ne participe pas à la Première Guerre mondiale, ayant été libéré du service actif fin 1914 en raison notamment d'une atrophie de la main droite. Par la suite, il se marie le 25 mai 1918 à Paris avec Thérèse Amélie Bouffard. Ils s'établissent ensuite à Neuilly-sur-Seine, André Tournois y exerçant l'activité de rentier. Il meurt le 23 décembre 1918 à son domicile situé avenue de Neuilly. 

## Palmarès
| Date | Compétition            | Lieu          | Résultat  | Temps  | Épreuve |
| ---- | ---------------------- | ------------- | --------- | ------ | ------- |
| 1891 | Championnats de France | Croix-Catelan | Finaliste | N.C.   | 100 m   |
| 1892 | Championnats de France | Croix-Catelan | 1er       | 11 s 0 | 100 m   |
| 1893 | Championnats de France | Croix-Catelan | Finaliste | N.C.   | 100 m   |

## Records
| Épreuve    | Marque | Lieu          | Date        |
| ---------- | ------ | ------------- | ----------- |
| 100 mètres | 10 s 9 | Croix-Catelan | 22 mai 1892 |